# Friedhof am Hörnli

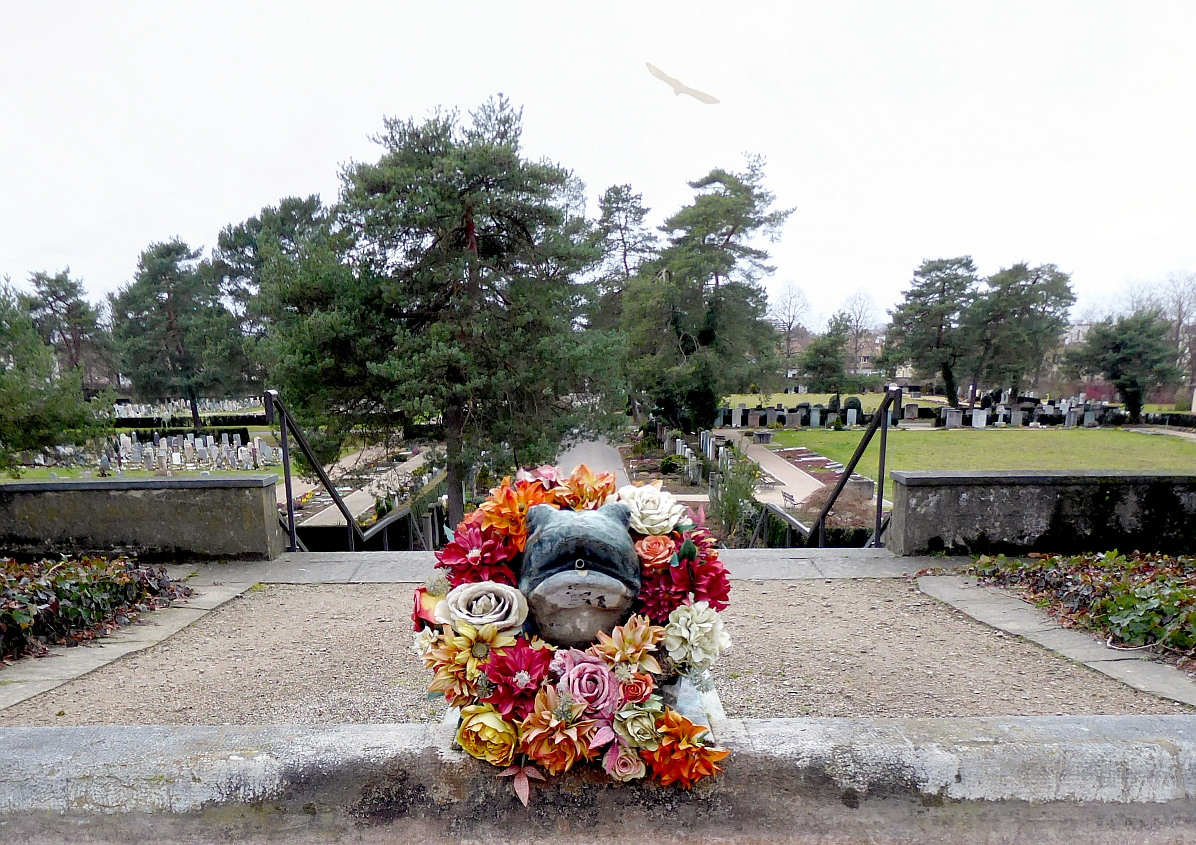
Friedhof am Hörnli

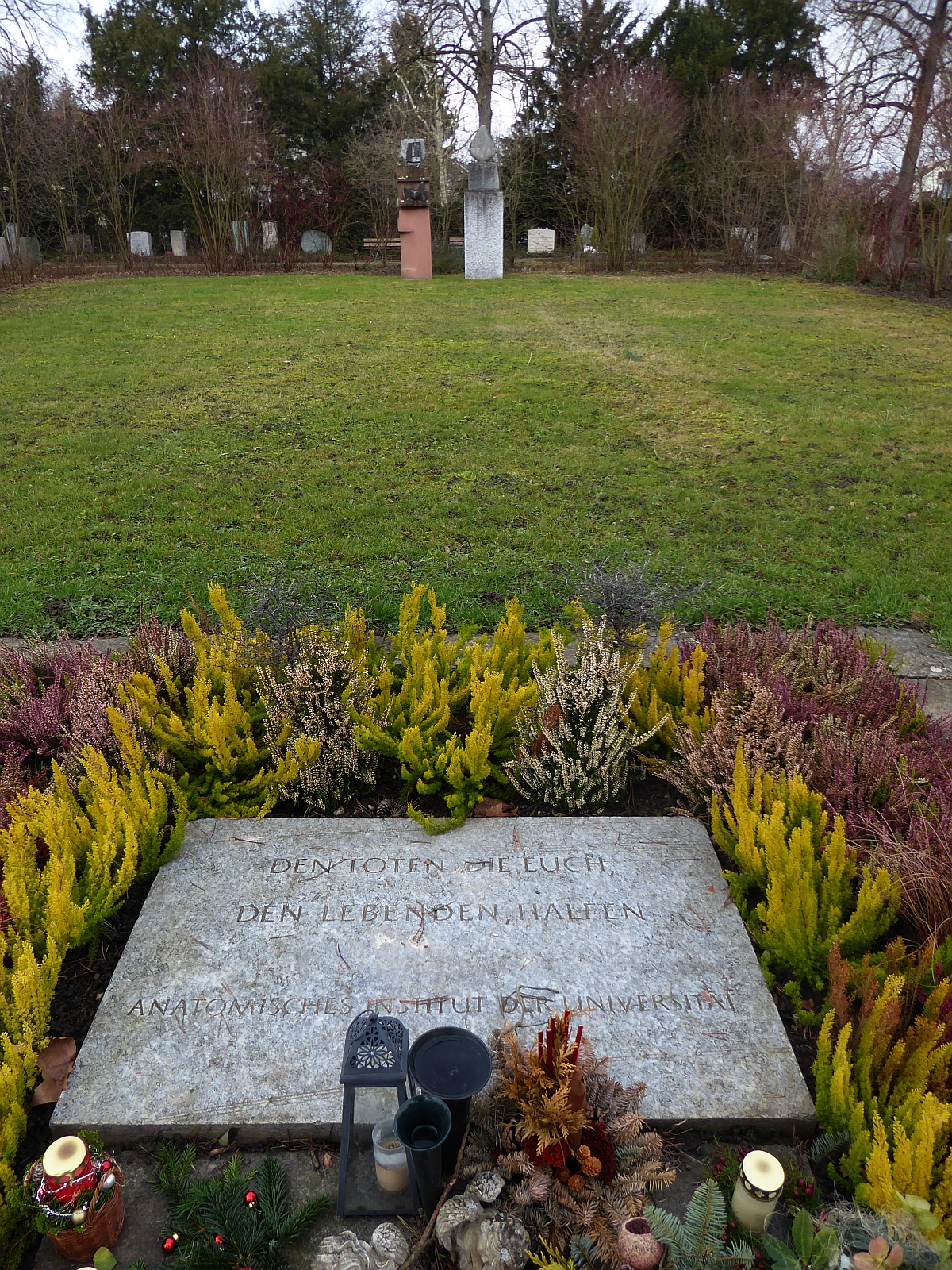
Gedenkfeld mit Skulptur «Frau mit Weihgabe und Wächter»

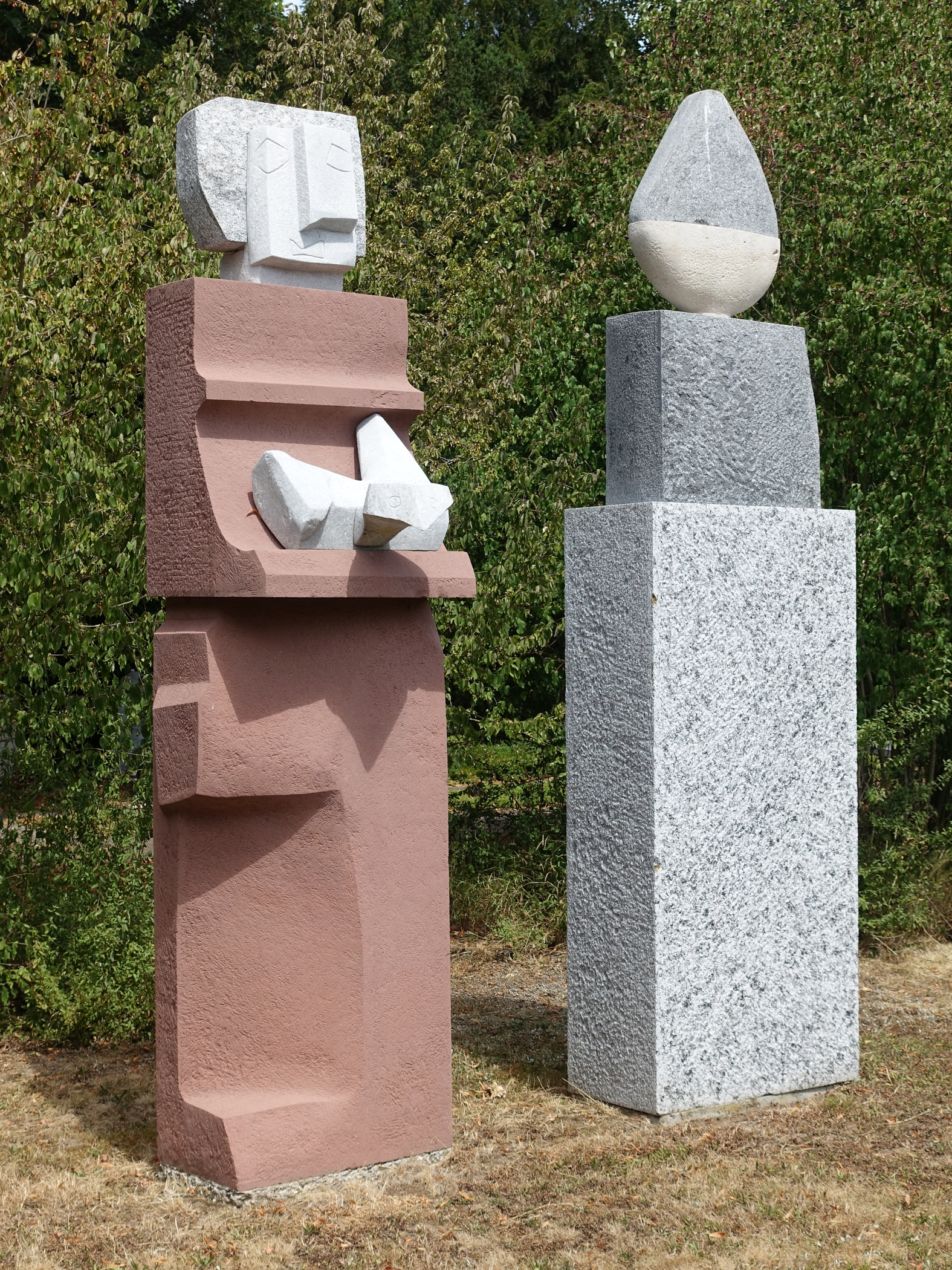
Skulptur «Frau mit Weihgabe und Wächter»

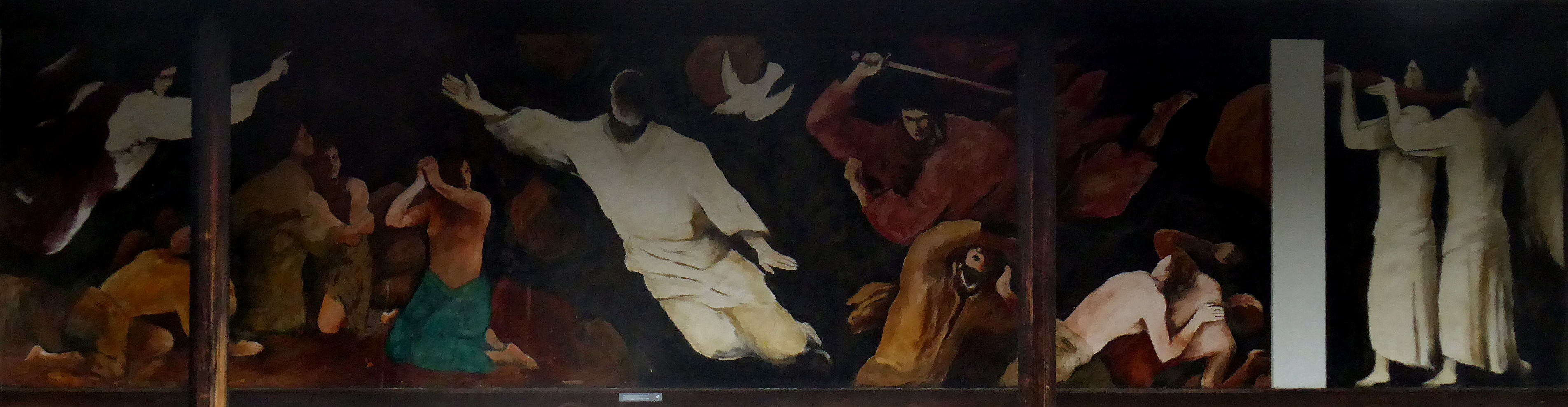
Wandfresko «Das Jüngste Gericht» von Heinrich Altherr (1878–1947)

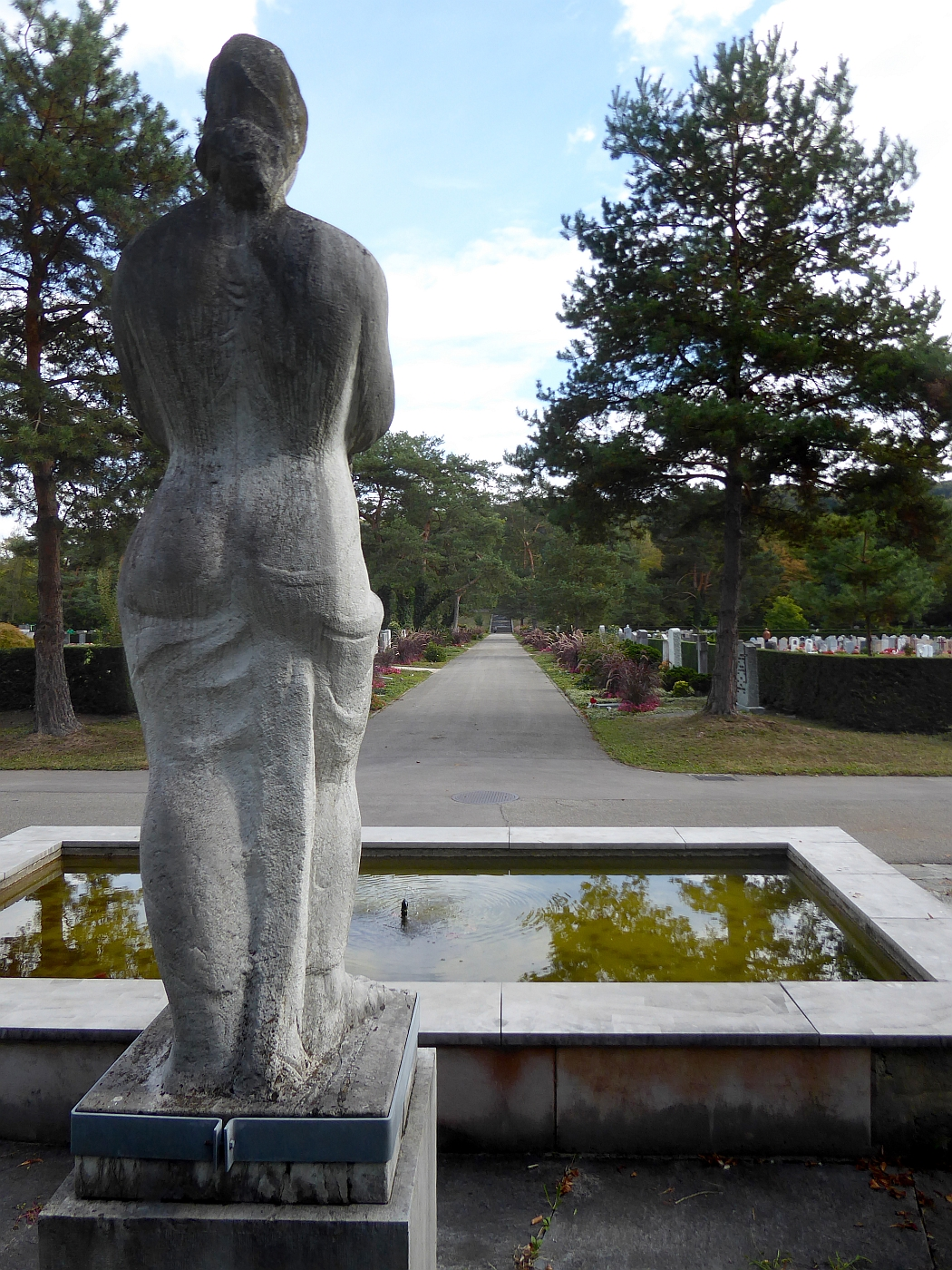
Frauenfigur (1956) von Carl Gutknecht

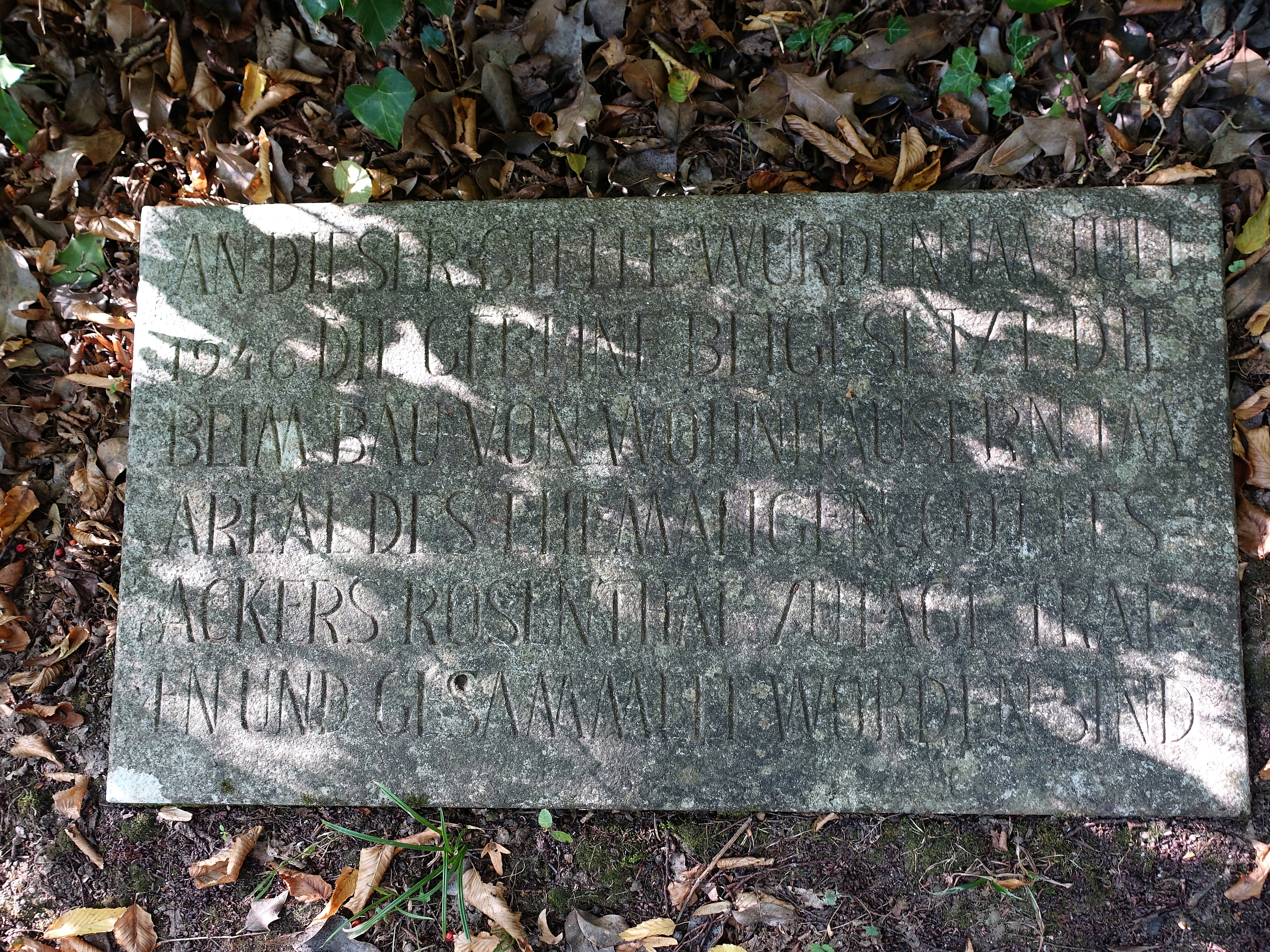
Gedenktafel von 1946, Standort: 47°33'59"N 7°38'36"E

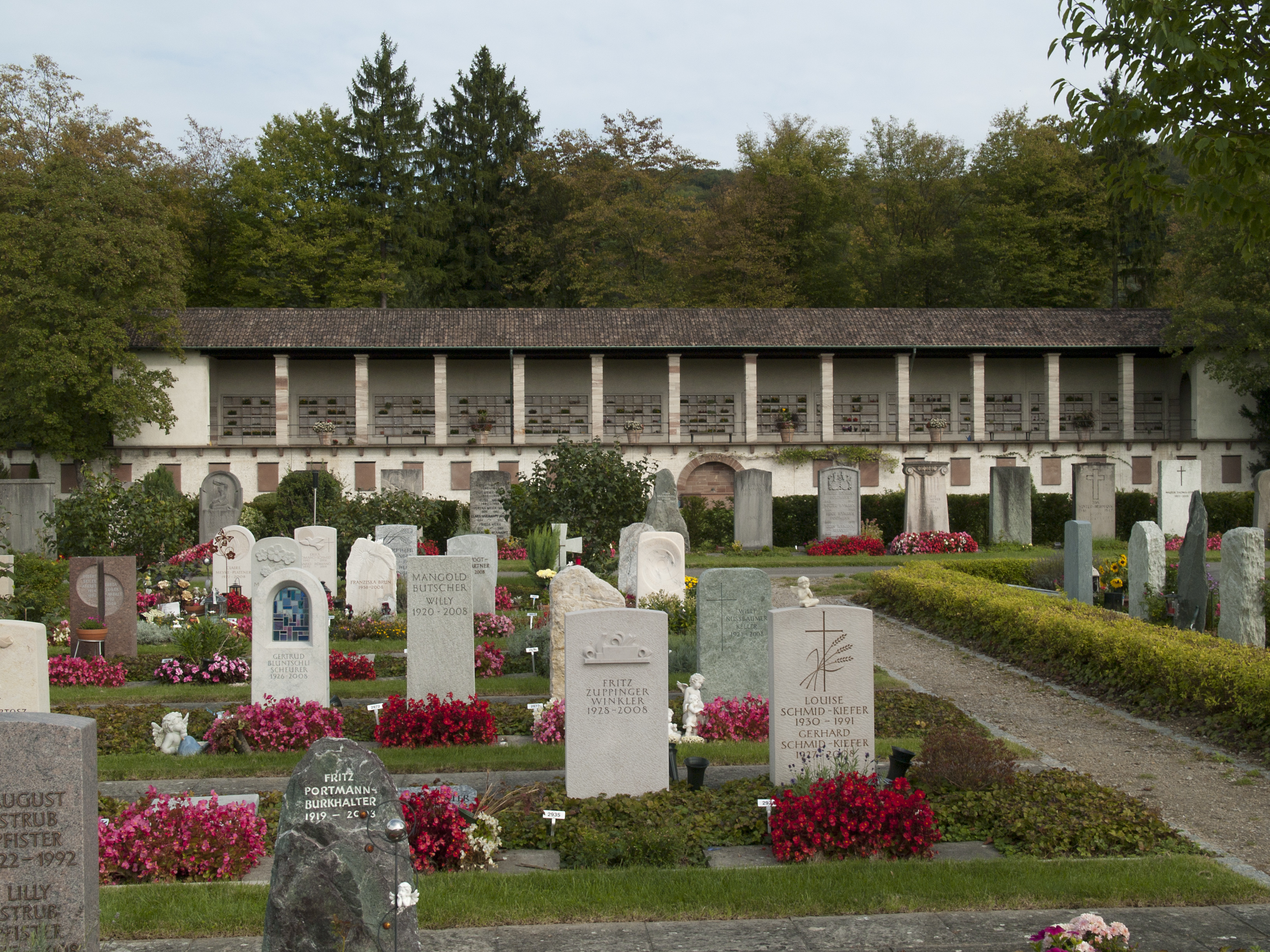
Columbarium des Friedhofs am Hörnli

Der Friedhof am Hörnli ist der grösste Friedhof der Schweiz. Er wurde von 1926 bis 1932 als Zentralfriedhof des ganzen Kantons Basel-Stadt in der Gemeinde Riehen errichtet.

## Lage
Der Friedhof befindet sich im Süden der Gemeinde Riehen, nordwestlich des Hornfelsens, der auf dem Gebiet der deutschen Nachbargemeinde Grenzach-Wyhlen liegt. Er grenzt an ein grösseres Waldgebiet, was dazu führt, dass zahlreiche Rehe auf dem Friedhof leben.
Die künstlerische Ausgestaltung wurde durch den Kunstkredit Basel-Stadt gefördert. Seine symmetrische Gartenanlage ist etwa fünfzig Hektaren gross und beherbergt zehntausende von Gräbern, darunter viele bekannte Persönlichkeiten wie Paul Hermann Müller, Fritz Haber, Karl Barth, Karl Jaspers und Jacob Burckhardt, die teilweise von älteren, aufgehobenen Friedhöfen hierher verlegt wurden. Auf seinem Gelände befindet sich die Sammlung Friedhof Hörnli.

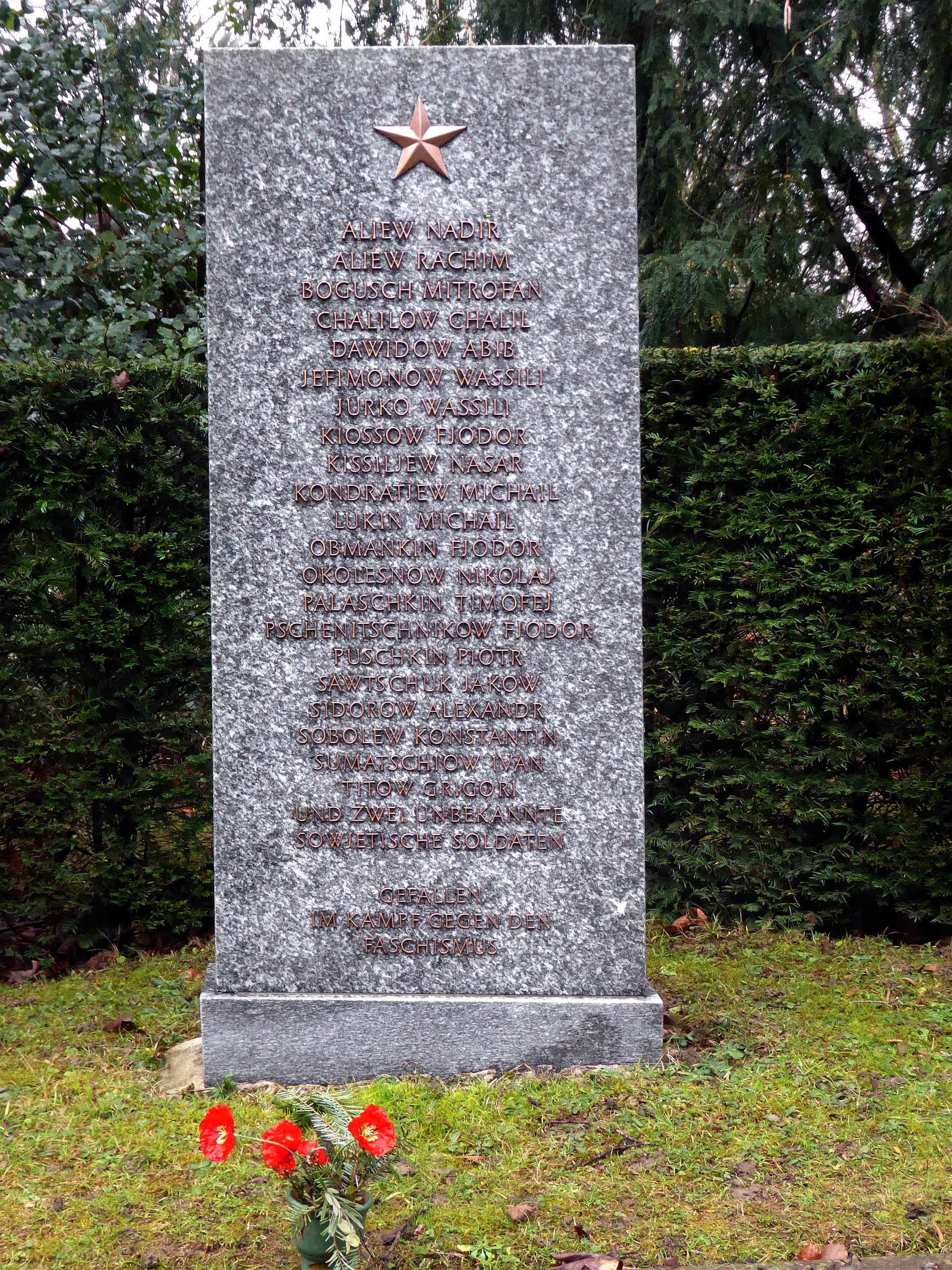
Sowjetische Gedenkgrabstätte

## Personen mit Begräbnisstätte auf dem Friedhof am Hörnli
Anmerkung: Es handelt sich um eine nicht abschliessende Liste
- Alfred Abegg (1905–2002), Jurist, Politiker
- Karl Aegerter (1888–1969), Maler, Zeichner, Grafiker, Illustrator und Politiker
- Friedrich Aemmer (1867–1934), Vorsteher des Gesundheitsamts, Regierungsrat
- Richard Arioli (1905–1994), Stadtgärtner von Basel
- Heinrich Altherr (1878–1947), Kunstmaler (Portrait, Fresken, Glasmalerei)
- Wilhelm Altwegg (1883–1971), Altphilologe, Germanist, Pädagoge, J.-P.-Hebel-Biograph, Präsident der Hebel-Stiftung
- Franz Bachmann (1930–2019), Alpinist, Bergretter, Ingenieur für Maschinenbau
- Samuel Bachofen (1806–1889), Metzger, Eidg. Oberst, Politiker
- Wilhelm Bachofen (1841–1922), Ingenieur, Unternehmer, Baufirma W. Bachofen-Dennler, Politiker
- Theo Ballmer (1902–1965), Lithograf, Grafiker, Fotograf, Leiter der Fachklasse Schrift, Grafik und Fotografie an der Kunstgewerbeschule Basel
- Oscar Bally (1864–1938), Chemiker, Unternehmer und Gründer des Schweizer Nahrungsmittelherstellers Haco
- Helen Balmer (1924–2023), Bildhauerin
- Lorenz Balmer (1916–2004), Bildhauer und Zeichner
- Christoph Barth (1917–1986), evangelischer Geistlicher und Hochschullehrer für Altes Testament
- Heinrich Barth (1890–1965), Theologe
- Karl Barth (1886–1968), Theologe
- Markus Barth (1915–1994), Theologe, Pfarrer und Professor für Neues Testament
- Paul Basilius Barth (1881–1955), Kunstmaler, Zeichner (Stillleben, Portrait)
- Ruodi Barth (1921–1999), Grafiker, Illustrator, Bühnenbildner und Ausstattungsleiter
- Wilhelm Emil Baumgartner (1893–1946), Unternehmer
- Albert Baur (1877–1949), Romanist, Kunsthistoriker und Bibliothekar
- Peter Bearth (1902–1989), Geologe, Professor für Petrographie an der Universität Basel, Autor
- Ulrich Becher (1910–1990), Schriftsteller
- Enrique Beck, eigentl. Heinrich Beck (1904–1974), deutsch-schweizerischer Dichter und Übersetzer
- Daniel Belluš (1938–2011), Forschungsleiter in der Chemieindustrie in Basel
- Ernst Berger (1928–2006), Archäologe, Mitbegründer und Direktor des Antikenmuseums in Basel
- Fritz Berger (1897–1977), Politiker
- Lore Berger (1921–1943), Schriftstellerin
- Carl Albrecht Bernoulli (1868–1937), Theologe, Schriftsteller, Dichter
- Christoph Bernoulli (1897–1981), Kunsthändler, Innenarchitekt
- Eva Bernoulli (1903–1995), Logopädin, Pädagogin, Regisseurin
- Hans Bertolf (1907–1976), Fotograf
- Ernst Beyeler (1921–2010), Kunsthändler, Galerist, Beyeler-Stiftung, Fondation Beyeler
- Hildy Beyeler (1922–2008), Kunstsammlerin, Beyeler-Stiftung, Fondation Beyeler
- August Binz (1870–1963), Botaniker
- August Blatter (1902–1978), Bildhauer, Maler und Primarlehrer
- Gottfried Bollinger (1883–1978), Zoologe, Autor
- Edgar Bonjour (1898–1991), Historiker, Professor für Schweizergeschichte und Neuere Allgemeine Geschichte an der Universität Basel
- Charles Daniel Bourcart (1860–1940), Diplomat
- Rainer Brambach (1917–1983), Schriftsteller
- Fritz Brechbühl (1897–1963), Politiker
- August Brenner (1879–1946), Politiker und Regierungsrat
- Trudl Bruckner (1916–2018), Galeristin, Mitbegründerin der Art Basel
- Fritz Bühler (1909–1963), Grafiker
- Ernst Buchner (1886–1951), Maler, Grafiker, Zeichner, Radierer, Holzschneider und Kunstpädagoge
- August Burckhardt (1868–1935), Historiker, Privatgelehrter, Bibliothekar
- Felix Burckhardt (1906–1992), Jurist und Dichter
- Jacob Burckhardt (1818–1897), Kunsthistoriker
- Martin Burckhardt (1921–2007), Architekt, Politiker, Mäzen
- Johannes Burla (1922–2014), Bildhauer und Bausteinhauer
- Charles Albert de Burlet (1882–1956), Kunsthändler
- Max Buser «Megge» (1926–2015), Schnitzelbänggler, Komödiant, Bühnenautor und Basler Fasnachtslegende
- Arnold Cahn (1858–1927), Internist, Chirurg und Pädiater
- Richard Calini (1882–1943), Architekt, Politiker
- Paul Camenisch (1893–1970), Architekt, Zeichner, Maler
- Elsa Cavelti (1907–2001), Sängerin und Gesangspädagogin
- Hanns U. Christen (1917–2003), Journalist, Satiriker und Schriftsteller
- Stefan Cornaz (1944–2003), Gymnasiallehrer, Historiker, Politiker
- Jean Cron (1884–1950), Unternehmer und Erfinder
- Pieter van de Cuylen (1909–1990), Kunstmaler, Zeichner, Plastiker, Schöpfer religiöser Kunst
- Dare (1968–2010), Graffitikünstler, eigentlich Sigi von Koeding
- Gottfried Dienst (1919–1998), Fussballschiedsrichter
- Robert Doerr (1871–1952), Professor für allgemeine und experimentelle Pathologie, Mikrobiologie, Immunologie
- Richard Doetsch-Benziger (1877–1958), Apotheker, Unternehmer, Mäzen, Bücher- und Kunstsammler
- Numa Donzé (1885–1952), Kunstmaler
- Benno Dukor (1897–1980), Psychiater und Autor
- Emil Dürr (1883–1934), Historiker
- Adelheid Duvanel (1936–1996), Schriftstellerin und Malerin
- Joseph Edward Duvanel (1941–1986), Künstler, Grafiker, Illustrator, Maler, Zeichner, Pianist
- Theo Eble (1899–1974), Künstler, Maler, Grafiker, Glasmalerei, Freskant
- Romolo Esposito (1913–1991), Maler, Zeichner, Grafiker, Chefredaktor und Werbefachmann
- Franz Fäh (1857–1907), Primarschulinspektor, Lehrer für Deutsch und Geschichte, Historiker
- Ernst Feigenwinter (1853–1919), Anwalt, Redaktor und Verwaltungsratspräs. des Basler Volksblatts, Politiker
- René Fendt (1948–1995), Bildender Künstler und Kunstpädagoge
- Arnold Fiechter (1879–1943), Maler und Lehrer für Farbenlehre und Malerei an der Gewerbeschule in Basel
- Heinz Fiorese (1913–1992), Bildhauer, Maler und Grafiker
- Dieter Forte (1935–2019), Schriftsteller
- Johannes Georg Fuchs (1925–1990), Jurist, Kirchenamtsträger und Politiker
- Adolf Gasser (1903–1985), Historiker, Gymnasiallehrer,  Autor
- Frank Geerk (1946–2008), deutscher Schriftsteller
- Karl Geigy-Hagenbach (1866–1949), Industrieller und Autografensammler
- Britta Gelpke (1927–2018), Bildende Künstlerin
- Elisabeth Gerter (1895–1955), sozialkritische Schriftstellerin, Dichterin, Politikerin
- Chester Gill (1928–2003), Lehrer, Jazz- und Gospelmusiker
- Karl Glatt (1912–2003), Kunstmaler, Landschaftsmaler, Schöpfer von Wandbildern, Mitbegründer des «Kreises 48», Basler Graumaler
- Walter Grieder (1914–2004), Grafiker, Maler und Illustrator
- Franz Gross (1913–1984),  Pharmakologe, Leiter der klinischen Arzneimittelprüfung beim Unternehmen Ciba in Basel
- Markus Grossenbacher (1930–2009), Gestalter und Kunstpädagoge
- Andreas Grüssner (1910–1999), Chemiker
- Carl Gutknecht (1878–1970), Bildhauer
- Fritz Haber (1868–1934), Chemiker und Nobelpreisträger
- Emil Haefely (1866–1939), Fabrikant für elektrische Isoliertechnik, Politiker
- Max Hagemann (1918–1964), Jurist, Staatsrechtler, Autor und Zeitungsverleger
- Carl Sebastian Haegler  (1862–1916), Mediziner, Chirurg, Klinikleiter und Kunstfreund
- Kurt August Haegler (1900–1967), Journalist, Schriftsteller und Verkehrsdirektor der Stadt Basel
- Carl Haffter (1909–1996), Kinder- und Jugendpsychiater
- Rolf Hans (1938–1996), Jazzmusiker, Maler, Fotograf, Objekt- und Papiercollagekünstler
- Fritz Hauser (1884–1941), Politiker, Vorsteher des Basler Erziehungsdepartements
- Marianne Hediger (1921–2017), Schauspielerin
- Peter Hegar (1882–1946), Opernsänger
- Christian Heitz (1942–2006), Botaniker, Oberlehrer und Autor
- Bruno Heiz (1918–2012), Maler, Grafiker und Zeichner
- Ernst Emil Herzfeld (1879–1948), Archäologe, Altorientalist, Epigraphiker, Begründer der iranischen Archäologie
- Ernst Herzog (1898–1967), Politiker (SP), Nationalrat
- Andreas Heusler (1865–1940), Altgermanist, Schöpfer Heuslersche Notation und Heuslersches Gesetz
- Kurd E. Heyne (1906–1961), Schauspieler, Regisseur, Kabarettist
- Balz Hilt (1921–1997), Galerist
- Karin Himboldt (1920–2005), Schauspielerin
- Charles Hindenlang (1894–1960), Kunstmaler, Glasmaler, Wandmaler, Freskant, Bühnenbildner, Aquarellist, Keramiker, Betonplastiker
- Robert von Hirsch (1883–1977), Lederfabrikant, Kunstsammler, Mäzen
- Henry Hoek (1878–1951), Geologe, Meteorologe, Bergsteiger, Skipionier, Autor
- Emanuel Hoffmann (1896–1932), Vizedirektor F. Hoffmann-La Roche & Co., Kunstsammler, Mäzen
- Ferdinand Holzach (1869–1942), Historiker, Rektor der Knabenprimarschule, Politiker
- Günther Horstmann (1894–1993), deutscher Konteradmiral der Kriegsmarine
- Adolf Hottinger (1897–1975), Internist und Pädiater
- Dorette Huegin (1928–2018), Malerin und Restauratorin
- Josef Hügi (1930–1995), «Goldfüsschen», Fussballspieler in der Schweizer Nationalmannschaft, Trainer
- Werner Hügin (1918–2001), Mediziner
- Paul Hulliger (1887–1969), Lehrer, Schreib- und Zeichenlehrer, Schriftentwerfer und Grafiker
- Hans Hunziker-Kramer (1878–1941), Hochschullehrer für Hygiene und soziale Medizin, Frauenarzt
- Clara Immerwahr (1870–1915), Chemikerin, Ehefrau von Fritz Haber
- Adolf Im Hof (1876–1952), Politiker
- Jürg Im Obersteg (1914–1983), Pathologe, Gerichtsarzt am Gerichtsmedizinischen Institut in Basel, Kunstsammler
- Karl Johann Im Obersteg (1849–1926), Unternehmer und Sammler
- Faustina Iselin (1915–2010), Malerin, Grafikerin Bühnen- und Maskenbildnerin
- Hans Iselin  (1878–1953), Chirurg, Orthopäde und Hochschullehrer
- Gustava Iselin-Haeger (1878–1962), Künstlerin
- Heinrich Iselin (1888–1955), Berufsoffizier (Korpskommandant)
- Otto Isler (1910–1992), Chemiker
- Arminio Janner (1886–1949), Hochschullehrer, Publizist
- Karl Jaspers (1883–1969), Philosoph
- Lothar Jeck (1898–1983), Fotograf
- Werner Kaegi (1901–1979), Historiker
- Louis Kaiser-Winkler (1869–1927), Schweizerische Kostüm- und Fahnenfabrik
- Max Kämpf (1912–1982), Künstler, Maler, Zeichner, Freskant, Illustrator, Aquarellist, Mitbegründer der Basler Künstlergruppe «Kreis 48»
- Walter Karrer (1891–1961), Chemiker
- Gustav Keckeis (1884–1967), Verlagsdirektor, Autor
- Fred Keiser (1895–1969), Entomologe, Mittelschullehrer
- Rut Keiser (1897–1968), Historikerin, Lehrerin, Frauenrechtlerin
- August Kern (1902–1996), Regisseur, Produzent, Drehbuchautor, Kameramann, Filmverleiher Chemiker
- Hermann Kinkelin (1832–1913), Mathematiker an der Universität Basel, Rektor, Politiker, Versicherungsexperte, Statistiker
- Ernst Kipfer (1915–2016), Fussballspieler, Torhüter beim FC Basel
- Charlotte von Kirschbaum (1899–1975), Theologin, Schülerin und Lebensgefährtin Karl Barths
- Friedrich Klose (1862–1942), Komponist, Musikpädagoge
- Emil Knöll (1889–1972), Bildhauer
- Hartmann Koechlin (1893–1962), Chemiker und J. R. Geigy AG Manager
- Paul Koelner (1878–1960), Pädagoge, Historiker, Autor (u. a. Basler Zunftherrlichkeit)
- Karl Küchlin (1864–1935), Erbauer des Küchlin-Theaters
- Markus Kutter (1925–2005), Historiker, Publizist und Politiker
- Alfred Labhardt (1874–1949), Gynäkologe, Direktor des Frauenspitals Basel
- Hans Leemann-Geymüller (1882–1967), Chemiker und Verwaltungsratspräsident der Sandoz AG
- Herbert Leupin (1916–1999), Grafiker, Grafikdesigner, Plakat-Gestalter, Maler und Zeichner
- Ines Leuwen, eigentl. Agnes Beck, geb. Löwenstein (1902–1976), Opernsängerin und Gesangslehrerin, Ehefrau von Enrique Beck
- Fritz Liebrich (1879–1936), Lehrer und Schriftsteller
- Rudolf Liechtenhan der Ältere (1875–1947), Pfarrer und Theologe
- Rudolf Liechtenhan der Jüngere (1911–2005), Dramaturg, Publizist, Autor, Kritiker
- Lothar Löffler (1918–1995), Musiker, Pianist, Komponist, Arrangeur
- Ina Lohr (1903–1983), Violinistin, Kirchenmusikerin, Komponistin, Musikpädagogin und Autorin
- Cécile Ines Loos (1883–1959), Erzählerin
- Theophil Lotz (1842–1908), Mediziner, Kantonsarzt und Autor
- Jean Jacques Lüscher (1884–1955), Maler, Zeichner, Lithograf
- Luigi Lurati (1936–1967), Maler
- Otto Maag (1885–1960), Pfarrer, Librettist, Redaktor und Musikschriftsteller
- Fritz Mangold (1871–1944), Wirtschaftshistoriker und Politiker
- Rudolf Massini (1880–1954),
- Markus Mattmüller (1928–2003), Lehrer, Historiker, Studien zu Demografie und Agrargeschichte im Ancien Régime
- Albrecht Mayer (1875–1952), Maler, Lithograf, Kunstpädagoge
- Rolf Meier (1897–1966), Chemiker
- Hugo von Mendelssohn Bartholdy (1894–1956), Bankier
- Otto von Mendelssohn Bartholdy (1868–1949), Bankier
- Paul Mendelssohn Bartholdy der Jüngere (1879–1956), Chemiker, Industrieller, Direktor der Agfa und I.G. Farben
- Franz Merke (1893–1975), Chirurg, Hochschullehrer, Chefarzt, Autor und Medizinhistoriker
- Karl Meuli (1891–1968), Altphilologe
- Gustav Meyer (1897–1966), Klassischer Philologe, Autor, Hochschullehrer und Bibliothekar
- Peter Meyer (1894–1984), Architekt, Kunsthistoriker
- Carl Theodor Meyer-Basel (1860–1932), Künstler, Radierer, Maler, Grafiker
- Theodor Meyer-Merian (1818–1867), Mediziner und Schriftsteller
- Bruno Michaud (1935–1997), Fussballspieler und Politiker
- Hans Moeckel (1923–1983), Komponist, Dirigent beim Stadttheater St. Gallen und des Unterhaltungsorchesters des Schweizer Radios
- Karl Moor (1904–1991), Maler
- Fritz Morel (1900–1973), Organist, Komponist, Musikpädagoge und Autor
- Erwin Morscher (1929–2008), Mediziner, Orthopädischer Chirurg, Klinikleiter und Autor
- Paul Hermann Müller (1899–1965), Chemiker und Nobelpreisträger
- Erich Münch (1936–2019), Bildender Künstler
- Hans Münch (1893–1983), Dirigent
- Wilhelm Münger (1923–2015), Architekt, Holzbildhauer, Plastiker und Zeichner
- Albert Müry (1910–2005), Musikwissenschaftler, Journalist
- Emil Müry (1900–1984), Unternehmer, Politiker
- Emil Müry-Dietschi (1872–1950), Unternehmer
- Walter Muschg (1898–1965), Literaturhistoriker
- Karl Nef (1873–1935), Musikwissenschaftler
- Anita Neugebauer (1916–2012), Fotografin, Galeristin und Sammlerin
- Albert Nicholas (1900–1973), Jazz-Klarinettist, Saxophonist
- Rudolf Daniel Oeri (1849–1917), Gynäkologe und Autor
- Gertrud Oettinger-Burckhardt (1890–1974), Malerin, Kunsthandwerkerin
- Ernst Oppikofer (1874–1951), Arzt, Otorhinolaryngologe, Klinikleiter, Hochschullehrer und Autor
- Waclaw Orlikowsky (1921–1995), Ballettmeister
- Mary Paravicini-Vogel (1912–2002), Politikerin (LdU), Frauenrechtlerin, Natur- und Tierschützerin
- Alfred Pauletto (1927–1985), Kunstmaler
- Alfred Heinrich Pellegrini (1881–1958), Kunstmaler
- Isidor Raphael Pellegrini (1871–1954), Architekt und Bildhauer
- Arnold Pfister (1901–1966), Medizin- und Kunsthistoriker, Inkunabel Forscher, Autor und bibliografischer Sammler
- Albert Poldesz (1925–1997), Lyriker
- Adolf Portmann (1897–1982), Biologe, Zoologe, Anthropologe und Naturphilosoph
- Julius de Praetere (1879–1947), Maler, Grafiker und Hochschullehrer
- Alfred Probst (1894–1958), Ruderer, 1924 Gewinner von zwei Olympiamedaillen
- Rolf Rappaz (1914–1996), Grafiker, Künstler
- Alfred Rasser (1907–1977), Kabarettist, Schauspieler und Politiker
- André Ratti (1935–1986), Lektor, Journalist, Moderator und Redaktor beim Schweizer Fernsehen, erster Präsident der Aids-Hilfe Schweiz
- Herbert Rehbein (1922–1979), Musiker, Komponist, Orchesterleiter, Arrangeur
- Gottfried Reimann-Hunziker (1908–1968), Chirurg, Urologe
- Rose Reimann-Hunziker (1912–2000), Frauenärztin
- Toni Reinhard (1917–1965), Romanist
- Friedrich Reinhardt (1866–1949), Druckereiunternehmer und Verleger
- Karl Reucker (1890–1961), Arzt und Redaktor bei der Ciba AG
- Walter Rickenbacher (1902–1973), Maler, Grafiker und Ausstellungsgestalter
- Otto Roos (1887–1945), Bildhauer, Maler
- Robert Rosenthal (1884–1937), Filmproduzent und Filmverleiher
- Jean Roux (1876–1939), Zoologe, Herpetologe, Forscher
- Otto Rubensohn (1867–1964), Archäologe, Erforscher von Paros
- Madja Ruperti (1903–1981), Malerin und Zeichnerin
- Maja Sacher (1896–1989), Bildhauerin, Kunstsammlerin, Mäzenin
- Paul Sacher (1906–1999), Dirigent, Förderer Neuer Musik, Mäzen
- Rudolf Sandreuter (1868–1926), Architekt
- Irma Sandreuter-Steiger (1896–1996), Montessori-Kindergärtnerin
- Hans Saner (1934–2017), Philosoph
- Alfred E. Sarasin (1922–2005), Bankier, Politiker
- Fritz Sarasin (1859–1942), Naturforscher, Forschungsreisender, Autor
- Paul Sarasin (1856–1929), Naturforscher, Forschungsreisender, Autor
- Karl Robert Schäfer (1894–1970), Schauspieler und Gewerkschafter
- Paul Schaller (1913–1989), Chorpädagoge, Lehrer, Chorleiter, Komponist, Gründer und Leiter des Basler Vokalensembles
- Julie Schätzle (1903–1996), Malerin und Grafikerin
- Karl Schefold (1905–1999), Archäologe
- Victor Emil Scherer (1881–1941), Politiker
- Paul Scherrer (1862–1935), Anwalt, Notar, Politiker
- Josef Schetty (1824–1894), sozialer Unternehmer, Seidenfärber, Schetty&Söhne, Politiker, Chef des Feuerwehrkorps
- Hans Rudolf Schiess (1904–1978), Maler, Grafiker
- Hans Schmid (1903–2002), Bildhauer, Maler
- Jakob Schmid (1862–1918), Chemiker
- Hermann Schneider (1901–1973), Schriftsteller und Redaktor
- Paul Schweizer (1903–1977), Unternehmer
- René Schweizer (1943–2015), Schriftsteller, Aktionskünstler
- Paul Spahn (1914–2002), Nachrichtensprecher
- Ernst Speiser (1889–1962), Kaufmann, Kaufmännischer Direktor der BBC, Politiker
- Paul Speiser (1846–1935), Notar, Advokat, Prof. für Handels- und Steuerrecht, Dozent an der Universität Basel, Politiker
- Walter Spengler (1917–1988), Unternehmer, Firmengründer und Kunstmäzen
- August Spicher (1914–1979), Geologe, Mineraloge, Kartograph und Redaktor
- Fred Spillmann (1915–1986), Modeschöpfer
- Wilhelm Speyer (1887–1952), Schriftsteller
- Adrienne von Speyr (1902–1967), Ärztin, Mystikerin und geistliche Schriftstellerin
- Karl Spiro (1867–1932), Biochemiker, physikalischer Chemiker
- Rudolf Staechelin (1881–1946), Unternehmer, Kunstsammler
- Ernst Staehelin (1889–1980), Prof. für neuere Kirchengeschichte, Rektor der Universität Basel
- Johann Ernst Staehelin (1861–1949), evangelischer Pfarrer
- Hartmann Stähelin (1925–2011), Pharmakologe, Mikrobiologe, Entdecker von Ciclosporin bei Sandoz
- Max Stähelin-Maeglin (1880–1968), Wirtschaftsjurist, Bankier, Ciba-Präsident, einer der sieben überlebenden Schweizer auf der untergegangenen Titanic
- Otto Staiger (1894–1967), Glasmaler, Maler
- Rudolf Stamm (1909–1991) Literaturwissenschaftler, Anglist, Hochschullehrer und Theaterkritiker
- Carl Stemmler (1904–1987), Zoologe, Autor und Kommunalpolitiker
- Thea Sternheim, geb. Bauer (1883–1971), deutsche Autorin und Kunstsammlerin
- Gustav Stettler (1913–2005), Maler, Zeichner, Radierer, Kunstpädagoge
- Emanuel Stickelberger (1884–1962), Unternehmer, Schriftsteller
- Justus Stöcklin (1860–1943), Primarlehrer, Autor von Lehrmitteln für Mathematik und Geschichte
- Martin Stohler (1914–1966), Advokat, Politiker und Gewerkschafter
- Hans Stucki (1929–1998), Koch
- August Suter (1887–1965), Bildhauer
- Hermann Suter (1870–1926), Organist, Musiklehrer, Dirigent, Komponist
- Paul Suter (1892–1966), Radsportler
- Hans Martin Sutermeister (1907–1977), Fehlurteilsjäger
- Ernst Tappolet (1870–1939), Professor für romanische Philologie an der Universität Basel
- Hedwig Thoma (1886–1946), Malerin und Gebrauchsgrafikerin
- Eduard Thommen (1880–1961), Philologe, Stenograf, Botaniker und Sachbuchautor
- Ernst Thommen (1899–1967), Captain und Funktionär des FC Breite Basel, Fussballfunktionär, Mitglied des Fifa-Exekutivkomitees
- Eduard Thurneysen (1888–1974), Pfarrer, Extraordinarius für Homiletik, Professor für Prakt. Theologie in Basel
- Mark Tobey (1890–1976), Künstler, Maler
- Hans-Peter Tschudi (1913–2002), Jurist und Bundesrat
- Rudolf Tschudi (1884–1960), Philologe, Orientalist
- Irma Tschudi-Steiner (1912–2003), Pharmazeutin, Basels erste Privatdozentin
- Walter F. Tschudin-Schneider (1898–1987), Chemiker, Papierhistoriker, Wasserzeichenforscher und Gründer des Museums Basler Papiermühle
- Silvio Varviso (1924–2006), Dirigent
- Eduard Vischer (1843–1929), Architekt
- Florian Vischer (1919–2000), Architekt
- Martin Vosseler (1948–2019), Arzt, Friedens- und Umweltaktivist, Autor
- Paul Vosseler (1890–1979), Geograph, Hochschullehrer und Autor
- John Friedrich Vuilleumier (1893–1976), Jurist, reisender Schriftsteller
- Hans Georg Wackernagel (1895–1967), Prof. für Hist. Hilfswissenschaften und Volkskunde des Mittelalters
- Jacob Wackernagel (1853–1938), Sprachgelehrter, Indogermanist
- Gustaf Adolf Wanner (1911–1984), Basler Chronist
- Hugo Weber (1918–1971), Bildhauer, Maler und Kunstpädagoge
- Albert Wettstein (1907–1974), Chemiker
- Emil Wieland (1867–1947), Pädiater und  Hochschullehrer
- Katja Wulff (1890–1992), Ausdruckstänzerin und Choreografin
- Karl Wüthrich (1896–1965), Fussballspieler bei FCB
- Heinrich Zoller (1923–2009), Geobotaniker, Ordinarius für Botanik an der Universität Basel
- Alexander Zschokke (1894–1981), Bildhauer, Plastiker
- Friedrich Zschokke (1860–1936), Zoologe, Professor für Zoologie und vergleichende Anatomie an der Universität Basel
- Peter Zschokke (1898–1986), Anwalt, Politiker und Mäzen
- Irène Zurkinden (1909–1987), Künstlerin, Malerin, Zeichnerin, Lithografin, Illustratorin
- Richard Zutt (1849–1917), Staatsanwalt, Regierungsrat

## Trivia
Die Zahl der schon erwähnten auf dem Friedhof lebenden Rehe ist so stark angestiegen, dass eine Bejagung mit einer Ausnahmegenehmigung des Bundesamtes für Umwelt (BAFU) beschlossen wurde. Denn Zäune und andere Vergrämungsmassnahmen hatten das stetige Wachstum der Rehpopulation auf 60 Tiere im Jahr 2023 nicht eindämmen können. Die Rehdichte entsprach zuletzt etwa dem vier- bis fünffachen im Vergleich zu ihrem normalen Lebensraum. Nach heftigen Protesten aus der Bevölkerung wird nun eine andere Lösung bevorzugt: Die Rehe sollen eingefangen und in andere Regionen der Schweiz verbracht werden. Aber ganz sollen Rehe nicht vom Friedhof verschwinden. Eine geringe Anzahl soll auf einem Teil des Friedhofs weiter frei leben können. Fachleute meinen, neun bis zehn Rehe seien verkraftbar.